# Видиш Ганна Юхимівна
Ганна Юхимівна Видиш (14 листопада 1925, с. Насіківка) — Герой Соціалістичної Праці.

## Біографічні відомості
Народилась 14 листопада 1925 у с. Насіківка (нині — Шаргородський район Вінницької області).
Під час Голодомору 1933 року Ганна та її двоє менших братів вижили завдяки колгоспному «пійлу», яке варили просто в полі для батьків, які там працювали.
Трудовий шлях розпочала в колгоспі. У роки війни працювала в румунських громгоспах. Після війни очолювала жіночу ланку з вирощування цукрових буряків і пшениці. Попри посушливі 1946—1947 роки, ланка Г. Ю. Видиш зібрала врожай пшениці по 33 ц на кожному з 9 га. За це досягнення Г. Ю. Видиш відзначена званням Героя Соціалістичної Праці із врученням Золотої Зірки та ордена Леніна.
Загальний трудовий стаж налічував 40 років, 30 з яких Ганна Юхимівна очолювала ланку. У зимовий період працювала на фермі дояркою.